# Jardine Matheson Holdings
Jardine Matheson Holdings Limited (chinesisch 怡和控股有限公司, Pinyin Yíhé Kònggǔ Yǒuxiàn Gōngsī), oft auch Jardines bzw. Jardine’s (怡和洋行,  Yíhé Yángháng, Jyutping Ji4wo4 Joeng4hong4*2, ugs. Ji4wo4*2 Joeng4hong4*2, ehemals 渣甸洋行,  Zhādiàn Yángháng, Jyutping Zaa1din1 Joeng4hong4*2) genannt, ist ein multinationaler Konzern mit Schwerpunkt Süd-Ost-Asien. Das Unternehmen ist u. a. in den Bereichen Immobilien, Hotels, Bau, Einzelhandel, Finanzdienstleistung, Fahrzeugbau und -handel tätig. Der Firmensitz ist offiziell auf den Bermudas, die Hauptverwaltung befindet sich aber im Jardine House in Hongkong (Volksrepublik China). Jardine-Matheson ist an der London Stock Exchange und im Straits Times Index an der Singapore Exchange gelistet, wird aber noch immer von den Nachfahren des Firmengründers William Jardine kontrolliert.

## Geschichte

### Beginn
Das Unternehmen wurde 1832 als Jardine, Matheson & Co. gegründet. Es wurde in Kanton (heute Guangzhou) am 1. Juli 1832 infolge eines Treffens zwischen William Jardine und dem schottischen Händler James Matheson aus Sutherland gegründet. 1834 schickte das Paar die erste private Schiffsladung von chinesischem Tee nach England. Des Weiteren handelte das Unternehmen in jenen Jahren mit Seide, die es nach England verschiffte und auf dem Rückweg Opium nach China transportierte (Chinahandel). Als die chinesische Regierung Schiffsladungen mit Opium des Unternehmens konfiszierte, wandte sich das Unternehmen hilfesuchend an die britische Regierung. Dies führte unter anderem 1839 zum Opiumkrieg in China, mittels dessen China gezwungen wurde, den Import von Opium zu dulden. 1872 zog sich das Unternehmen aus dem Opiumhandel zurück.

### Eisenbahnbau
1898 gründete das Unternehmen zusammen mit der Hongkong and Shanghai Banking Company die British and Chinese Corporation Ltd. Diese baute mehrere Eisenbahnstrecken in Asien, unter anderem die Shanghai-Nanking Railway in China und die Kowloon-Canton Railway in Hongkong.

## Bedeutende Tochterunternehmen und Beteiligungen
| Name                     | Anteil | Wird gehalten:                         |
| ------------------------ | ------ | -------------------------------------- |
| Jardine Pacific          | 100 %  | direkt von Jardine-Matheson            |
| Jardine Motors Group     | 100 %  | direkt von Jardine-Matheson            |
| Jardine Lloyd Thompson   | 42 %   | direkt von Jardine-Matheson            |
| Jardine Strategic        | 82 %   | direkt von Jardine-Matheson            |
| DFI Retail Group         | 78 %   | indirekt über Jardine Strategic        |
| Hongkong Land            | 50 %   | indirekt über Jardine Strategic        |
| Mandarin Oriental        | 74 %   | indirekt über Jardine Strategic        |
| Rothschild & Co          | 5,4 %  | indirekt über Jardine Strategic        |
| Jardine Cycle & Carriage | 71 %   | indirekt über Jardine Strategic        |
| Astra International      | 50,1 % | indirekt über Jardine Cycle & Carriage |

Alle Beteiligungsangaben beziehen sich auf Stand Ende Dezember 2011.
Neben den oben aufgeführten Hauptbeteiligungen, verfügt Jardine direkt und indirekt über weitere kleinere Beteiligungen an anderen Unternehmen (z. B. ACLEDA Bank, Asia Commercial Bank, Bank Permata, Schindler Holding, Tata Power, The Bank of N.T. Butterfield & Son).

## Verschiedenes
Die Unternehmensgeschichte ist der Hintergrund der Romanserie von James Clavell (Romane Tai-Pan, Gai-Jin und Noble House), die beiden Familien spielen zudem eine prominente Rolle im Hongkong-Zyklus der Comicserie Helden ohne Skrupel.